# Nereistoxin
Nereistoxin ist eine organische Verbindung und ein insektizid wirksamer Naturstoff. Es besteht aus einem 1,2-Dithiolan-Ring mit einer Dimethylamino-Gruppe.

## Geschichte
Nereistoxin wurde erstmals 1934 isoliert. In den 1960er-Jahren wurde die Struktur aufgeklärt und eine Totalsynthese publiziert.

## Vorkommen
Nereistoxin kommt im marinen Vielborster Lumbriconereis heteropoda (Familie Lumbrineridae) vor.

## Synthese
Die erste Synthese von Nereistoxin ging von 1,3-Dichlor-2-propanol aus. Dieses wird mit Benzylthiol und Natrium umgesetzt, um ein entsprechendes Sulfid zu erhalten. Durch Reaktion mit Thionylchlorid wird der Alkohol in ein Chlorid umgewandelt. Das Chlorid wird mit Dimethylamin umgesetzt, um die Dimethylaminogruppe einzuführen. Durch Reduktion mit Natrium in flüssigem Ammoniak können die Thioether zu Thiolen reduziert werden. Durch Oxidation wird eine Disulfid-Einheit ausgebildet und durch Cyclisierung Nereistoxin erhalten. Die Ausbeute dieser Synthese ist allerdings sehr schlecht, da sowohl bei Chlorierung als auch bei der Umsetzung mit Dimethylamin Isomerisierungen auftreten, durch die die schwefelhaltigen Gruppen nicht mehr symmetrisch an C1 und C3 stehen. Eine verbesserte Synthese wurde 1968 veröffentlicht. Zunächst wird Dimethylamin mit Allylbromid zu Allyldimethylamin umgesetzt. Dieses wird dann mit elementarem Chlor zu 2,3-Dichlor-N,N-dimethylpropylamin umgesetzt. Dieses wird mit Kaliumhydroxid und Natriumphenylmethanthiolat (aus Natrium und Benzylthiol) zu einem Thioether umgesetzt. Hierbei wird bevorzugt eine symmetrische Verbindung erhalten, die die Dimethylaminogruppe an C2 trägt. Nach Reduktion mit Lithium in flüssigem Ammoniak wird Nereistoxin erhalten, das als Oxalat isoliert werden kann.

## Entwicklung abgeleiteter Verbindungen
Von Nereistoxin leitet sich eine Gruppe kommerziell verwendeter Insektizide ab, die durch Blockade nikotinischer Acetylcholinrezeptoren wirken, wobei der eigentliche Wirkstoff Nereistoxin ist, das durch metabolische Aktivierung gebildet wird. Von Nereistoxin abgeleitete Insektizide sind Cartap, Thiosultap, Bensultap und Thiocyclam.